# Jozef Pacolet
Jozef Pacolet (Tienen, 1951) is een Belgische econoom en als hoofddocent aan de KU Leuven. Hij wordt aanzien als de expert in sociale zekerheid.

## Biografie
Pacolet studeerde economie aan de KU Leuven en bleef er aan de slag als wetenschappelijk medewerker tussen 1977 en 1983. Sinds 1983 is hij hoofddocent van de onderzoeksgroep verzorgingsstaat en wonen (HIVA).
Hij is ook bekend door zijn aanwezigheid in raden van bestuur van enkele grote Belgische ondernemingen tussen 1991 en 2006. Dit was onder andere bij Belgacom, ASLK, Centraal Bureau voor Hypothecair Krediet (CBHK) en de Federale Participatiemaatschappij.
- Bibsys: 90950308
- Biblioteca Nacional de España: XX1458510
- CiNii: DA06003500
- Gemeinsame Normdatei: 17229973X
- International Standard Name Identifier: 0000 0000 2880 719X
- Library of Congress Control Number: n91068513
- Nationale Bibliotheek van Israël: 987007271237205171
- Nederlandse Thesaurus van Auteursnamen: 071446656
- Système universitaire de documentation: 100557287
- Virtual International Authority File: 36094903
- WorldCat: E39PBJvRTxp8Wb3vk47KtBvJXd